# Wimmis
Wimmis is een gemeente en plaats in het Zwitserse kanton Bern, en maakt deel uit van het district Frutigen-Niedersimmental.
Wimmis telt 2.446 inwoners.